# Verney Lovett Cameron
Verney Lovett Cameron (Weymouth, 1º luglio 1844 – Leighton Buzzard, 24 marzo 1894) è stato un esploratore britannico dell'Africa centrale, nonché il primo europeo ad attraversare l'Africa equatoriale da mare a mare.

## Biografia
Nacque a Radipole, nei pressi di Weymouth, Dorset. Si arruolò nella Royal Navy nel 1857, prestando servizio nella spedizione in Abissinia del 1868, e venendo impiegato per molto tempo nella soppressione della tratta degli schiavi in Africa orientale.
L'esperienza maturata lo portò ad essere scelto per comandare una spedizione della Royal Geographical Society nel 1873, a supporto di David Livingstone. Gli fu chiesto di condurre anche esplorazioni indipendenti sulla base dei consigli ottenuti da Livingstone. Poco dopo la partenza della spedizione da Zanzibar, i servitori di Livingstone furono visti mentre trasportavano il cadavere del padrone. I due compagni europei di Cameron tornarono indietro, mentre egli proseguì la marcia raggiungendo Ujiji, sul lago Tanganica, nel febbraio 1874, dove trovò le carte di Livingstone che fece poi recapitare in Inghilterra.
Cameron passò del tempo esplorando la parte meridionale del lago, trovandone lo sbocco e scoprendo così il fiume Lukuga. Dal Tanganika si diresse verso ovest fino a Nyangwe, la città araba sul fiume Lualaba già visitata da Livingstone. Cameron ritenne a ragione che questo fiume rappresentasse il corso principale del Congo, e cercò di procurarsi canoe per discenderlo. Non ci riuscì a causa del suo rifiuto di appoggiare lo schiavismo, per cui dovette ripiegare a sudovest. Dopo aver mappato il corso d'acqua del Congo-Zambesi per centinaia di chilometri raggiunse Bihe per poi giungere sulla costa il 28 novembre 1875, diventando il primo europeo ad attraversare l'Africa equatoriale da mare a mare.
Il racconto dei suoi viaggi, pubblicato nel 1877 col titolo di Across Africa, contiene interessanti spunti per lo sfruttamento del continente, compreso l'utilizzo dei grandi laghi come connessione tra Città del Capo ed Il Cairo. Come ricompensa per il suo lavoro fu nominato comandante.

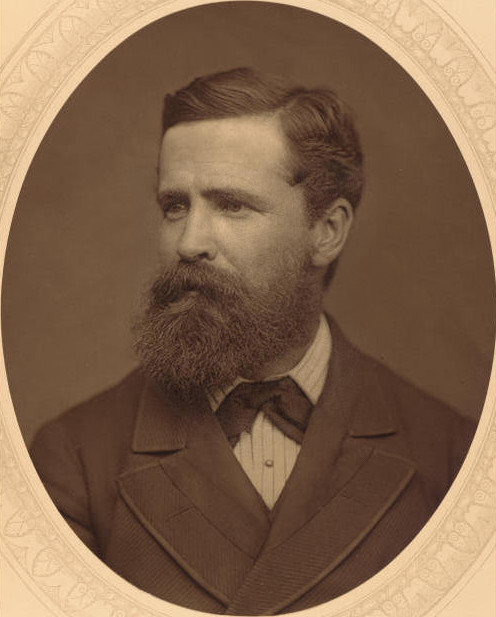
Verney Lovett Cameron nel 1878

Il resto della vita di Cameron fu dedicato a progetti di sviluppo commerciale dell'Africa, alla scrittura ed alla pubblicazione. La sua ultima opera fu la scrittura dei racconti avventurosi del marinaio James Choyce, il quale salpò da adolescente nel 1797 a bordo di una baleniera diretta nell'Oceano Pacifico. La storia di Choyce copre 26 anni di vita marinaresca ed è uno dei più antichi racconti di vita britannica in America Meridionale.
Cameron visitò la valle dell'Eufrate nel 1878-1879 durante lo studio di una ferrovia diretta al Golfo Persico, ed accompagnò Richard Francis Burton nel suo viaggio in Africa occidentale nel 1882. Nella Costa d'Oro Cameron esplorò la regione di Tarkwa e fu coautore con Burton di To the Gold Coast for Gold (1883). Negli anni 1880 pubblicò numerosi libri per ragazzi imitando la cognata Mrs. Lovett Cameron.
Morì nel 1894 nei pressi di Leighton Buzzard a causa di una caduta da cavallo di ritorno da una battuta di caccia.
Una seconda edizione di Across Africa, con mappe corrette, fu pubblicata nel 1885. Un riassunto del grande viaggio di Cameron, scritto di suo pugno, apparve nel The Story of Africa volume II di Robert Brown (pp. 266–279, Londra, 1893).
Across Africa fu ripubblicato nuovamente nel 2005.